# Michelin
Pour les articles homonymes, voir Michelin (homonymie).
Michelin est le leader mondial de fabrication de pneumatiques. L'entreprise française a son siège social à Clermont-Ferrand (Puy-de-Dôme).
Ses produits sont destinés à tous types de véhicules : automobiles, camions, deux-roues, avions, engins de génie civil et agricoles. C'est une entreprise multinationale cotée au CAC 40 qui est implantée industriellement dans 26 pays et emploie 125 400 personnes.
La société mère, la Compagnie générale des établissements Michelin, est une société en commandite par actions (SCA). La Compagnie financière Michelin (CFM), une société holding, opère comme financeur des activités industrielles de Michelin. C'est un élément important dans l'organisation du groupe puisqu'elle détient directement ou indirectement toutes les sociétés industrielles, commerciales et de recherche situées hors de France et 60 % du capital de la Manufacture française des pneumatiques Michelin.
Parmi ses nombreuses innovations, on peut citer le pneu démontable, le pneu ferroviaire (« pneurail »), la carcasse radiale qui équipe tous les pneus contemporains, le PAX System permettant le roulage à plat, le pneu dit « vert », qui réduit la consommation de carburant par une moindre résistance au roulement, et, depuis 2015, le pneu polyvalent été/hiver.
Michelin propose également des services numériques d'aide à la mobilité (viamichelin.com) et édite des guides touristiques, gastronomiques et hôteliers (le Guide vert ou encore le célèbre Guide Michelin), des cartes routières et des atlas. En 2009, la manufacture fête la centième édition de son Guide Michelin. La firme est aussi célèbre pour sa mascotte, le bonhomme Michelin Bibendum.

## Histoire

### Création de Michelin etCie

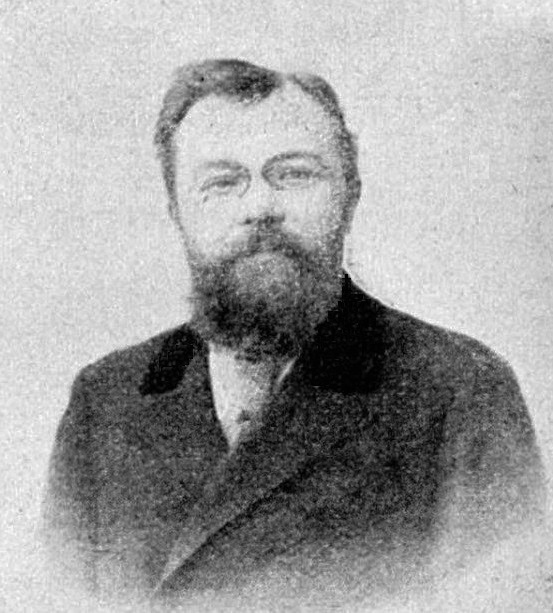
André Michelin en 1898.

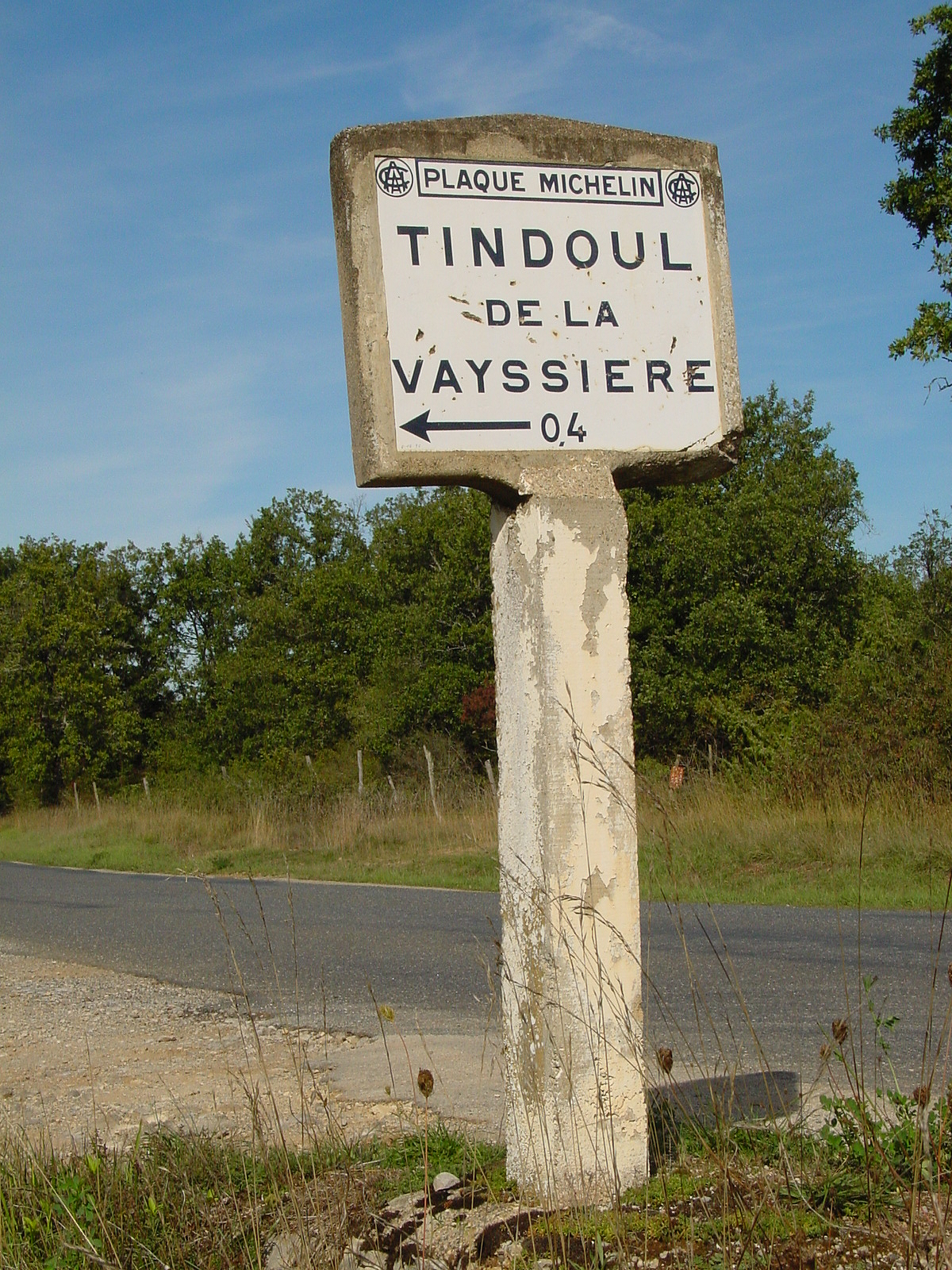
Plaque Michelin au bord de la D904 en Aveyron (France) indiquant aux touristes la direction à prendre à pied pour aller voir le tindoul de la Vayssière sur le causse.

André Michelin et son frère Édouard Michelin reprennent en 1886 l'entreprise familiale Barbier-Daubrée. Cette manufacture auvergnate spécialisée depuis sa création en 1832 dans les tuyaux et courroies de freins pour charrettes, est alors au bord de la faillite. Le 28 mai 1889, la raison sociale de la manufacture devient « Michelin et Cie », société en commandite par actions. L'usine près de la place des Carmes, à Clermont-Ferrand, s'étend sur un terrain de 12 hectares et emploie à cette époque cinquante-deux personnes. Depuis, le siège social est toujours installé au même emplacement.
Dès l'origine, Michelin lance un patin de frein en toile et caoutchouc, The Silent, pour voitures à cheval et vélocipèdes. Ce patin breveté et présenté à l'Exposition universelle de 1889, relance l'activité de caoutchouc.
En 1891, après avoir aidé un cycliste anglais venu à l'usine pour la réparation d'un pneu (mis au point par John Boyd Dunlop) qui avait crevé, Édouard Michelin comprend tout l’intérêt de rouler sur de l’air mais constate que le temps de réparation (plusieurs heures) empêche le développement de cette solution. Il met au point alors le pneu démontable pour bicyclette, pouvant être réparé en un quart d'heure. Le brevet est déposé le 18 juin 1891, et la même année Charles Terront gagne la course cycliste Paris-Brest-Paris sur un vélo équipé de pneus Michelin. Fort de cette victoire, le 5 juin 1892 la firme organise elle-même une autre course cycliste, Paris - Clermont-Ferrand, sur le trajet de laquelle Édouard Michelin fait semer des clous sans que les concurrents le sachent, afin de démontrer que la réparation du « Démontable » est désormais une opération de routine prenant moins de deux minutes. Cette course est restée célèbre sous le surnom course aux clous. Le chiffre d'affaires explose et la même année, les pneus Michelin sont distribués pour la première fois à l'étranger, en l'occurrence par l'accessoiriste Boyriven, et rencontrent un succès commercial.
En 1895, les frères Michelin améliorent la résilience en température de leur gomme par l'adjonction d'un caoutchouc naturel à base d'helix pomatia. Le pneu obtenu peut être qualifié de premier pneumatique pluie non synthétique. En juin 1895, lors de la course Paris-Bordeaux-Paris, les frères Michelin pilotent l'Éclair, première automobile équipée de pneus. Ils ne terminent pas la course dans le temps imparti.
En 1896, à la suite de la course Paris-Marseille-Paris :

« J'ai crevé une fois, nous disait M. Archdeacon qui conduisait le 41, et, de ce chef, j'ai perdu une heure, parce que, en course, on est énervé et que pour faire vite on fait plus mal; mais, par contre, j'estime avoir gagné au moins sept heures sur mon parcours total, grâce au bénéfice des pneumatiques. Bien d'autres ont été dans le cas de M. Archdeacon. Le siège du pneumatique est donc fait désormais; et nous savons maintenant que, jusqu'à un poids de 1 000 kilos, un véhicule, s'il veut avoir une bonne allure, doit armer ses roues du matelas d'air qui amortit toute secousse, qui boit l'obstacle, comme dit M. Michelin, qui n'a pas tort. »

— Paul Meyan, Le Figaro, 12 octobre 1896.
En 1897 André termine 19e de Paris - Trouville-sur-Mer cette fois sur Mors.

### Bibendum

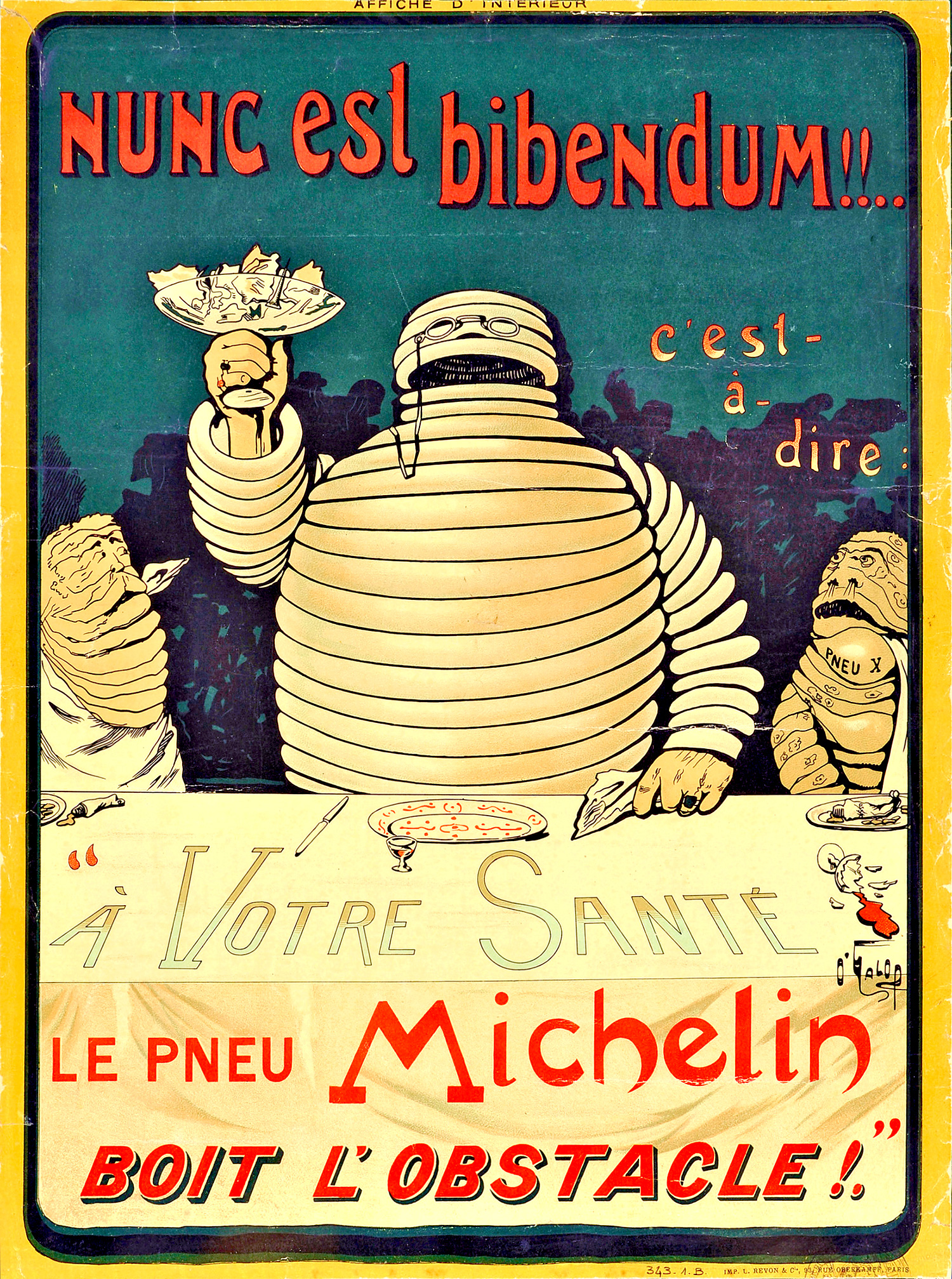
Affiche de 1898, par O'Galop.

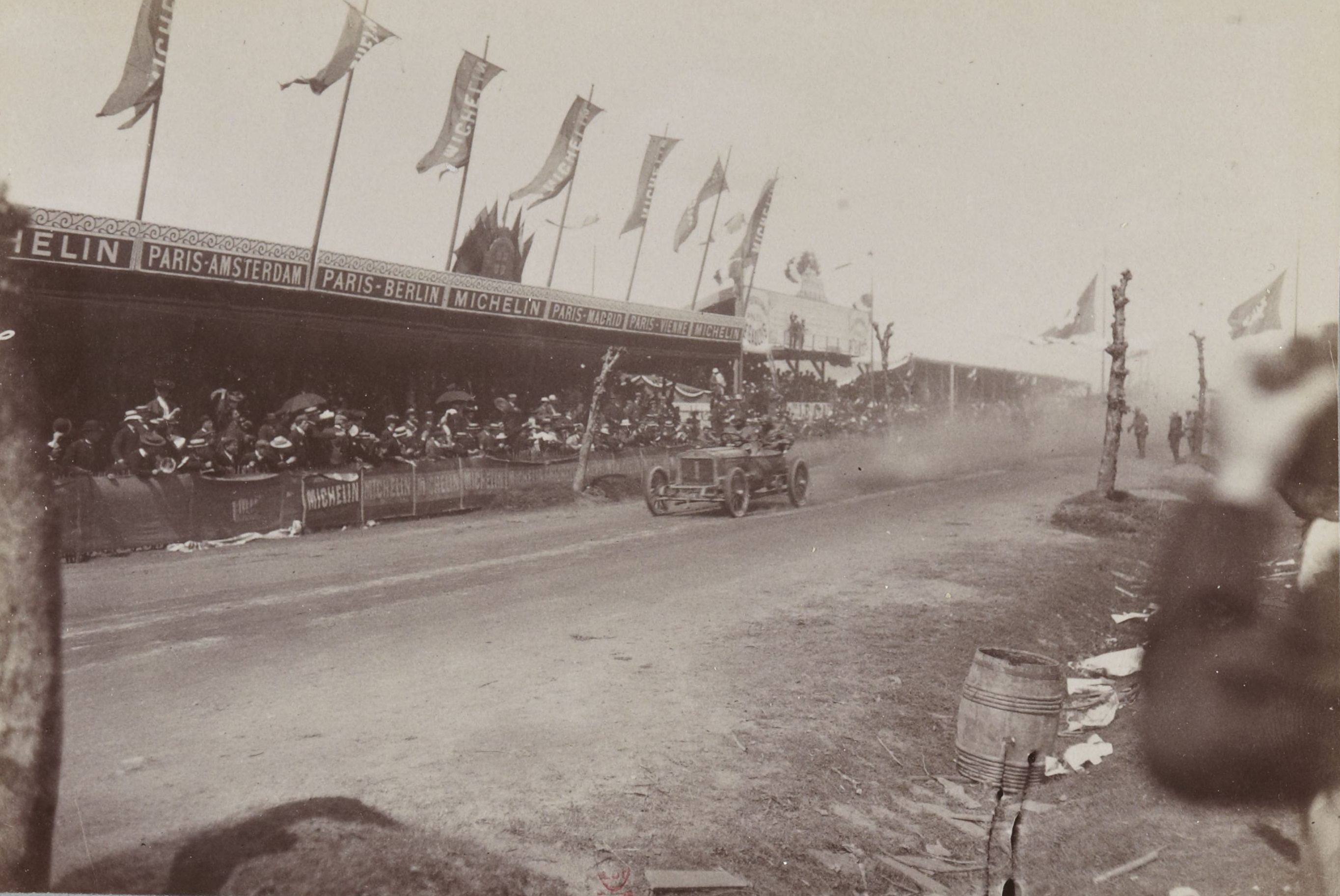
Arrivée des éliminatoires françaises, Coupe Gordon Bennett, 1905, circuit d'Auvergne, publicité Michelin.

Bibendum naît d'une image qui traverse l'esprit d'Édouard Michelin, un jour de 1894 lorsqu'il voit un empilement de pneus évoquant la forme d'un homme. Plusieurs dessinateurs sont sollicités pour faire de la publicité en s’appuyant sur cette idée, le plus connu d’entre eux est Marius Rossilon, dit O'Galop, qui représentera le mieux en 1898 le bonhomme Michelin, Bibendum.
Le personnage est surmonté de la phrase de l'auteur latin Horace « Nunc est bibendum » (« C'est maintenant qu'il faut boire »), transformé par l'auteur en slogan publicitaire : « Le pneu Michelin boit l'obstacle ».
L'image de Bibendum a changé au fil des ans. Dans les années 1920, la poupée fumait. Dans les années 1950, il est devenu un personnage plus sympathique, a cessé de fumer et a commencé à arrondir. En 1998, à l'occasion de son centenaire, ses courbes s'affinent.
En 1899, l'automobile électrique La Jamais contente, équipée de pneus Michelin, dépasse 100 km/h, une première pour un véhicule automobile.
Le nom Bibendum est aussi popularisé par Théry lors du Paris-Amsterdam-Paris en juillet 1898, alors qu'il interpelle André Michelin en l'appelant de la sorte (« voilà Bibendum, vive Bibendum »). Bibendum est ainsi devenu une illustration intrinsèque de l'image de Michelin avec le slogan « Le pneu Michelin boit l'obstacle. » L'emblème de l'entreprise, créé en 1898, est l'un des plus anciens logos connus et a d'ailleurs été nommé Logo du siècle en 2000.

### Publication du premier guide Michelin

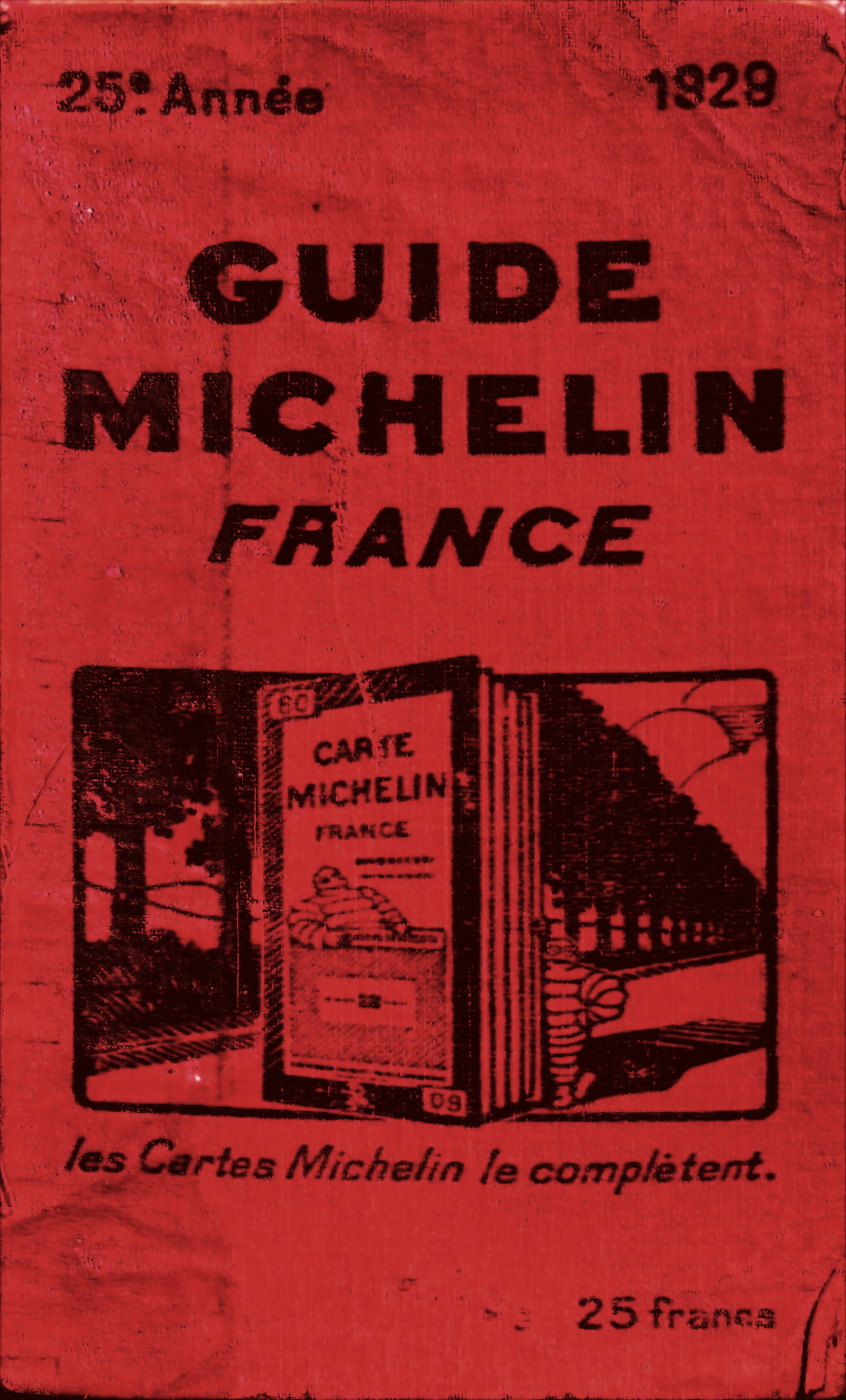
Guide Michelin (1929).

Le premier Guide Michelin, que l'on surnomme le « guide rouge », est publié en 1900 et aide les voyageurs dans leurs déplacements en donnant des renseignements pratiques ainsi qu'une liste d'hôtels et de restaurants. En 1901, apparaît la première affiche avec le personnage Bibendum qui ressemble alors peu à sa version actuelle. Le personnage sera rendu plus expressif au fil du temps.
En 1906, Michelin installe sa première usine hors de France à Turin. En 1907, Michelin s'installe aux États-Unis à Milltown, dans le New Jersey, mais l'entreprise quitte ce site en 1930 en raison de la dépression économique.
En 1908, Michelin produit le premier pneu « jumelé » pour poids lourds. Le 6 mars 1908, l'entreprise crée le prix spécial Michelin et des coupes Michelin d’aviation.
Le premier numéro de la revue mensuelle Bibendum est publié en 1910. Cette même année, Michelin entre dans le marché de la signalisation routière, avec la fabrication des plaques « Merci » à deux faces sur lesquelles étaient indiqués le nom des localités, la désignation et le numéro des routes, et des inscriptions de sécurité telles que « Veuillez ralentir » placées à l’entrée de l’agglomération et un « Merci » à la sortie. En 1918, le premier prototype de borne d'angle (borne Michelin), élément de signalisation routière à quatre faces, est créé ; celle-ci prend sa forme définitive en 1928. En 1931, l'emploi des appareils de signalisation routière Michelin est officiellement approuvé. Il s'agit des bornes Michelin, mais aussi des « murs », « plaques » et « poteaux », réalisés en lave émaillée sur béton armé.

### Michelin, une entreprise paternaliste
En 1911, le club de rugby ASM Clermont Auvergne est créé par Marcel Michelin, le fils d'André, d'abord sous le nom de l'AS Michelin, puis de l'AS Monferrandaise, avant de prendre son nom actuel.
Jusqu'à la fin des années 1960, l'entreprise Michelin est l'archétype du paternalisme industriel. Un journaliste écrit en 1932 : « On naît à la clinique Michelin, on étudie à l'école Michelin, on prie à l'église Jésus-Ouvrier, construite au milieu d'une cité ouvrière Michelin, à côté des rues du Courage, de la Volonté, du Devoir. On fait ses courses à la coopérative Michelin et on pratique le sport à l'ASM (Association sportive Michelin) ». À cette époque, le bassin d’emploi de Clermont-Ferrand est trop faible pour accompagner le développement de l’entreprise. C'est ce qui pousse l’entreprise à créer des cités ouvrières, des maisons entourées de jardins, une clinique et des écoles.

### Michelin pendant la Première Guerre mondiale
En 1916, la première piste cimentée pour l'aviation est construite à Clermont-Ferrand ; elle permet le décollage par tous les temps des avions Breguet-Michelin produits pour la guerre dans les usines Michelin.
La production sera de 57 avions en 1915, 141 en 1916, 264 en 1917 et 1422 en 1918. Michelin produira ainsi près de 3 000 avions pour l'armée française, après avoir contribué par ses concours d'atterrissage à former d'excellents pilotes. Les 100 premiers exemplaires produits furent offerts à la France et les suivants vendus à prix coûtant.

### Michelin dans l'entre-deux-guerres
En 1921, l'usine de Cataroux est construite.
En 1925, Michelin décide d'établir deux plantations d'hévéas au Viêt Nam. Là, Michelin profite du système colonial français pour s'enrichir aux dépens du prolétariat indigène,. "Le latex coulait. Le sang aussi. Mais le latex seul était précieux" écrit Marguerite Duras dans Un barrage contre le Pacifique.
1926 voit la publication du guide régional touristique (futur « guide vert ») sur la Bretagne. C'est une période de très forte croissance pour tout le secteur automobile, qui bénéficie de l'engouement pour la voiture des « années folles »: Michelin emploie 10 000 personnes à Clermont-Ferrand dès 1927.
En 1928, Édouard Michelin appelle à la gérance son fils aîné, Étienne, qui meurt lors d’un accident d’avion en 1932[réf. nécessaire].
1929 voit la mise au point de la micheline, autorail léger dont les roues sont équipées de pneus spéciaux inventés par André Michelin. Cet autorail restera en service en France dans plusieurs villes jusqu'en 1952 et sera également présent dans les anciennes colonies françaises en Afrique, francophone ou non, en Indochine française, et à Madagascar [réf. nécessaire].
En 1930, la plus grande des plantations appartenant à Michelin est le site d'un soulèvement d'ouvriers dirigé par le coolie Tran Tu Binh et appelé par les historiens la Révolte de Phu-Riêng . D'après Éric Panthou, « Ainsi, si le paternalisme Michelin visait à introduire chez les salariés en métropole le sentiment d'un intérêt commun entre personnel et patrons, il échoua totalement à essayer d'effacer l'infranchissable barrière séparant colons et colonisés ».
En 1933, Pierre Michelin (1903-1937) est nommé cogérant et en 1935, Michelin achète l'entreprise Citroën et la sauve de la faillite. Pierre Michelin en est alors nommé PDG.
Pendant l'année 1936, l'entreprise est touchée à trois reprises par des grèves ouvrières dont deux avec occupation. La Confédération générale du travail (CGT) passe de 100 à plus de 6 000 syndiqués. Elle dépasse les 7 000 en 1937. Les ouvriers obtiennent près de 25 % d'augmentation de salaire en juin 1936.
Durant cette période, Michelin exporte vers l'Allemagne, l'Italie et l'Espagne alors sous régime fasciste ou nazi. Plusieurs cadres de l'entreprise alors, en contact avec ces idéologies, vont en France adhérer à La Cagoule, une organisation terroriste d'extrême-droite qui commit de nombreux attentats et assassinats politiques. Pierre Michelin aurait financé La Cagoule pour devenir le chef de la cellule clermontoise qui comptait 300 membres. Lors du procès de l'organisation en 1946, un de ses cadres chargé du financement indiquera que Pierre Michelin a versé un million de francs à la Cagoule
En 1937, il meurt à la suite d'une sortie de route au volant de sa Traction Avant. L'année suivante, Édouard Michelin appelle à ses côtés son gendre Robert Puiseux (1892-1991) et Pierre-Jules Boulanger (1885-1950) comme cogérants. En 1940, au décès d'Édouard Michelin, Robert Puiseux devient gérant.

### Michelin pendant la Seconde Guerre mondiale
Les usines de Michelin se trouvant alors uniquement en Auvergne, sont en zone libre jusqu'à l'invasion allemande de cette dernière en novembre 1942. Mais à la suite d'un accord conclu en septembre 1940 par la Commission de Wiesbaden chargée des conditions d'application de l'Armistice, 78 % de la production française de pneumatiques doit revenir à la Wehrmacht. Les Allemands cherchent aussi à mettre la main sur les stocks de caoutchouc, le blocus allié empêchant l'approvisionnement du Reich de cette matière sensible en temps de guerre. L'accord précité lui en livre 30 000 tonnes. Les Allemands chercheront également à mettre la main sur les quelques livraisons de caoutchouc d'Indochine qui parviennent à franchir le blocus. Mais dès le début 1941, les stocks de caoutchouc naturel de Michelin s'épuisent et ce malgré la récupération de vieux pneumatiques. L'entreprise annonce alors ne pouvoir assurer que 2 ou 3 mois de production. Comme les autres pneumaticiens, Michelin est contraint de s'approvisionner en caoutchouc artificiel et de se tourner vers la production allemande de buna, objet d'une négociation difficile avec les autorités allemandes.
Si l'attitude de Michelin pendant l'Occupation reste encore sujet à discussion, elle apparait comme une entreprise plutôt résistante. Selon l'universitaire lyonnais Thomas Zanetti, auteur d'une thèse de doctorat sur Michelin, le co-gérant de l'entreprise Robert Puiseux (gendre d'Édouard Michelin, décédé en août 1940) pourra être parfois intransigeant avec l'Occupant : « Les Allemands ménagent Michelin en raison de son potentiel de production […]. Michelin est forte, l'industrie allemande est faible. La puissance économique permet une résistance économique et peut être une résistance politique des dirigeants ». Robert Puiseux était aussi convaincu de la défaite inexorable de l'Allemagne. Malgré les demandes du gouvernement de Vichy, il refusa toute coopération technologique avec Continental AG, le pneumaticien allemand.
Des sabotages organisés par l'entreprise auraient permis de produire pour l'armée allemande des produits de mauvaise qualité : pneus de camions résistant peu au froid, usure rapide des pneus pour canons, retard dans la production des pneus pour avions « par manque de main-d'œuvre et de matières premières »,. Mais si la production de pneus a baissé de 40 % par rapport à sa production d'avant-guerre, l'historien André Gueslin, qui a dirigé l'ouvrage collectif Michelin, les hommes du pneu, relativise la « stratégie dilatoire de l'entreprise », remarquant que l'Allemagne n'a jamais été en manque de pneus.
Le département de recherche de l'entreprise continue son travail pendant la guerre. Michelin poursuit ainsi ses essais pour l'extension du pneu Metalic et sur l'architecture du pneu. Ainsi sur base du Pilote mis au point en 1937, le pneu à structure radiale voit le jour au printemps 1941, avec des essais tout au long de l'année qui suit, mais il ne sera breveté qu'en 1945.
En mars 1944, l'usine Michelin de Cataroux, qui produisait les pneus Metalix pour les Allemands, est bombardée par la Royal Air Force et mise hors d'usage.
Au printemps 1944, les Alliés craignent que la progression des troupes après le débarquement de Normandie ne soit ralentie sur les routes, et surtout dans les villes françaises, car toute signalisation y aura été détruite ou démontée par l’occupant allemand. Avec l’accord secret de la direction de Michelin à Paris, l'état-major américain choisit de faire imprimer à Washington et de distribuer à tous les officiers débarquant en Normandie une reproduction de la dernière édition du guide Michelin, celle de 1939, comportant des centaines de plans de villes, détaillés.
Plusieurs membres de la famille Michelin combattirent contre les Allemands. Marcel Michelin fut le fondateur du maquis d'Effiat, arrêté par les Allemands, il fut déporté à Buchenwald, où il mourra en janvier 1945. Ses fils s'illustreront aussi : Jacques, résistant, sera aussi arrêté et déporté dans ce même camp (libéré par les Américains en avril 1945), Jean-Pierre Michelin, membre des Forces françaises libres, fut le premier officier français à être tué au combat pour la libération de la France, le 23 septembre 1943, à Conca, lors de la libération de la Corse et les deux autres fils, Hubert et Philippe, furent engagés au sein de la Royal Air Force. Le 30 juin 1945, le général De Gaulle visita Michelin à Clermont et déclare : « Je salue les patrons, ingénieurs et ouvriers qui avaient donné l'exemple de courage et de sacrifice »,.

### Les Trente Glorieuses, Michelin, firme transnationale
En 1946, Michelin dépose le brevet du pneu radial, commercialisé en 1949 sous l'appellation Michelin X, qui révolutionne le marché. Le succès commercial du pneu radial entraînera une forte expansion du groupe et placera Michelin au premier rang mondial après trois décennies de forts investissements et des usines sur tous les continents en 1979. Il a aussi pour effet de réhabiliter le caoutchouc naturel, mieux adapté à ce type de pneu que le caoutchouc synthétique.
1951 voit la fondation de la Compagnie Générale des Établissements Michelin (CGEM) et de la Manufacture Française des Pneumatiques Michelin dont Robert Puiseux est cogérant. Cette année aussi, la première usine française construite hors d'Auvergne est établie à Orléans. D'autres suivront à Bourges (pneus avion et spatiaux), à Cholet et à Poitiers notamment, contribuant fortement au développement de ces villes.
En 1955, François Michelin, petit-fils d’Édouard Michelin accède au poste de gérant, après avoir travaillé pendant deux ans en production sous un autre nom, pour apprendre le métier, puis dans les services commerciaux et recherche. Il accélérera la croissance liée au succès commercial du pneu radial, en investissant lourdement et ouvrira environ trente usines dans le monde pendant les décennies 1960 et 1970, en multipliant par cinq les volumes de pneumatiques produits par l'entreprise.
L'ouverture de la première usine de production de pneus X en Amérique du Nord a lieu en 1971 à Bridgewater (Nouvelle-Écosse) au Canada, et la première usine de production de pneus X aux États-Unis ouvre en 1975 à Greenville en Caroline du Sud. En juin 1971, l'entreprise arrête la production de panneaux de signalisation routière en lave émaillée sur béton armé.
En 1975, à la chute de Saigon et le départ précipité des Américains, Michelin abandonne ses positions au Vietnam.
La même année, le pneu TRX est créé.

### Michelinno1mondial du pneu

Le logo Uniroyal.

En 1978, la firme s'associe à Ferrari, et remporte son premier Grand Prix de F1 au Brésil. En 1979, année où Michelin devient No 1 mondial du pneu, Michelin est associée aux deux titres mondiaux (pilote et constructeur) que Ferrari remporte en Formule 1.
En 1981, Michelin absorbe les usines pneumatiques Kléber et en 1989, le groupe achète Uniroyal-Goodrich Tire afin d'augmenter sa présence aux États-Unis.
La firme présente en 1992 son premier pneu Energy, conçu pour diminuer la consommation de carburant, qu'elle déclinera ensuite en X Energy pour les poids lourds, contribuant ainsi à réduire la pollution automobile. En 1996, Michelin invente le PAX System, le pneu indéjantable qui permet de rouler, même en cas de crevaison.
En 1998, le centenaire de Bibendum voit, entre autres célébrations, la création d'un Michelin Challenge Bibendum, renouvelé régulièrement depuis. D'audience internationale, il est organisé dans différentes villes du monde, dans l'objectif d'une « mobilité plus durable ».

### Michelin dans la mondialisation

Bibendum, la mascotte de Michelin.

François Michelin quitte son poste de gérant en 1999. Son fils Édouard, centralien âgé de 36 ans et cogérant depuis 1991, lui succède et annonce la suppression de 1 880 postes en France. Au mois de septembre 1999, l'entreprise annonce simultanément des bénéfices semestriels en hausse et un plan de restructuration entraînant 7 500 suppressions d'emplois qui ouvrira une polémique en France sur les licenciements boursiers,.
En 2001, le site Internet ViaMichelin est créé, après le succès de nouveaux services comme l'accès Minitel 3615 Michelin puis les débuts sur internet en tant que michelin-travel.com. Selon le site, plus de vingt millions d'internautes consultent ce service chaque année.
En 2005, le groupe s'associe à Renault, alors champion de Formule 1, mais annonce son retrait de cette compétition à la fin de la saison 2006, en raison de désaccords avec la Fédération internationale de l'automobile (FIA), qui veut imposer un fournisseur unique. Michelin envisageait un retour éventuel dans la compétition en 2014, mais qui n'a pas eu lieu.
Le 26 mai 2006, Édouard Michelin décède lors d'un accident de bateau. Michel Rollier, directeur financier puis cogérant et cousin issu de germain d'Édouard Michelin, exerce dès lors la direction du groupe.
Le 26 janvier 2007, un contrat d'une valeur de 1,7 milliard de dollars est signé entre Michelin et le Pentagone.
Inauguré en janvier 2009 par Michel Rollier, l'espace « L'Aventure Michelin » retrace toute l'histoire du groupe Michelin, de ses hommes et de ses innovations. Les visiteurs peuvent découvrir sur le site de Cataroux (Clermont-Ferrand) les 2 000 m2 consacrés aux innovations, aux percées et à l'histoire de Michelin, dont les fameux Bibendum, présents sur toutes les routes du monde, fréquemment sur les toits ou carrosseries des camions.
En 2010, Michelin décide d'un programme d'investissement pour mettre en service, de 2012 à 2014, 4 nouvelles usines en Chine, au Brésil, en Inde (Thervoy Kandigai) et aux États-Unis.
En 2012-13, la première usine Michelin est construite en Inde, entre Chennai et Pondichéry et produit pour le marché indien.
En 2012, Jean-Dominique Senard, directeur financier depuis 2005 et qui n'est pas membre de la famille, prend la tête de l'entreprise.
En 2013, la direction de l'entreprise Michelin annonce un plan de restructuration entraînant la perte de 730 emplois dans le site de Joué-lès-Tours au premier semestre 2015. Ce site, spécialisé dans la fabrication de pneumatiques pour poids-lourds sera spécialisé dans la production de produits semi-finis, avec le maintien d'environ 200 personnes. Parallèlement à ces suppressions de postes, Michelin annonce un plan d'investissement de 800 millions d'euros en France entre 2013 et 2019, et la création de 170 postes pour le site de La Roche-sur-Yon, spécialisé également dans les pneumatiques pour poids-lourds, afin de porter la capacité de production de 800 000 à 1,6 million d'unités par an,.
En juin 2014, Michelin acquiert l'entreprise brésilienne Sascar, spécialisée dans les services numériques pour gérer les flottes de poids-lourds et ayant 870 salariés, pour 520 millions d'euros dont 80 millions de reprises de dettes. En 2014 également, Michelin acquiert la société Tyredating qui édite le site de vente de pneus en ligne www.popgom.fr, présent dans 14 autres pays européens. Cette même année en octobre, Michelin acquiert la start-up ReviserSaVoiture.com, éditrice de marketplace de l'entretien automobile B2B et B2C et du carnet d'entretien en ligne, qui devient en 2018 V Data Services et se consacre à la maintenance prédictive de véhicules,.
En avril 2015, Michelin a acheté 40 % de Allopneus, vendeur de pneus sur Internet ainsi que le vendeur de pneus sur Internet britannique blackcircles.com. Le 6 mai 2015, Michelin a annoncé l'acquisition pour 68 millions d'euros de Blackcircles.com, le numéro 1 du commerce en ligne de pneus. 
En mai 2015, Michelin crée une coentreprise avec le groupe indonésien Barito Pacific Group (BPG) pour produire du caoutchouc naturel écoresponsable, lançant ainsi la reforestation de zones d’une surface totale de 88 000 hectares. En novembre 2015, Michelin annonce la fermeture de trois usines situées à Fossano en Italie, à Oranienbourg en Allemagne et à Ballymena au Royaume-Uni, fermeture qui induit la suppression de 1 500 postes.
En 2015, Michelin était le second fabricant mondial de pneumatiques,,,,. La même année, ses ventes nettes se sont élevées à 21,199 milliards d'euros, derrière le japonais Bridgestone (3 873,9 milliards de yens en 2014, soit environ 29,7 milliards d'euros), mais devant l'américain Goodyear (18,138 milliards de dollars en 2014, soit environ 16,5 milliards d'euros).
En décembre 2016, Michelin acquiert le site espagnol de réservation de restaurants, Restaurantes, pour un montant non dévoilé. En octobre 2017, Michelin annonce le rachat de la société américaine Lehigh Technologies, spécialiste du caoutchouc recyclé par pulvérisation. En mars 2018, Michelin annonce l'acquisition de Fenner, entreprise britannique spécialisée dans les courroies et des éléments en polymères, pour 1,7 milliard de dollars. En juillet 2018, Michelin annonce l'acquisition de Camso, une entreprise d'origine québécoise spécialisée dans les pneus hors-route à usage agricole ou pour le bâtiment, mais également spécialisée dans les chenilles, pour 1,45 milliard de dollars en cash et 250 millions de reprises de dettes.
Le 8 mars 2019, Michelin annonce l'acquisition de 88 % de PT Multistrada Arah Sarana TBK, l'acteur majeur du pneumatique en Indonésie. Le coût de l'opération s'élève à 427 millions d'euros pour obtenir une capacité de production de plus de 180 000 tonnes. En mai 2019, Michelin annonce l'acquisition de Masternaut, spécialisé dans le suivi de flotte, pour un montant non dévoilé.
Fin 2019, Michelin prend la place de leader mondial dans la fabrication de pneumatiques, avec 25 milliards de dollars de chiffre d'affaires, contre 24,3 milliards de dollars pour Bridgestone qui prend la seconde place dans le classement mondial des fabricants de pneumatiques. Depuis lors, Michelin conserve cette première place.
La direction de Michelin prévoit la fermeture en 2020 de l’usine de La Roche-sur-Yon (Vendée) qui emploie 619 salariés. Par conséquent, Michelin s'engage à verser 3,7 millions d'euros pour financer un plan de retour à l'emploi en Vendée afin d'aider les plus de 600 employés qui vont perdre leur travail à la suite de la fermeture de l'usine de La Roche-sur-Yon. Cette convention signée avec l'État dispose que l'intégralité de la somme doit être utilisée pour « revitaliser le bassin de l'emploi »,.
En janvier 2021, Michelin annonce la suppression pouvant aller jusqu'à 2 300 postes en France, soit plus de 10 % de ses effectifs dans le pays.
En février 2021, Michelin indique un recul de ses ventes de 15 %, à 20 milliards d'euros pour l'année de crise 2020. Son résultat net est resté positif mais a chuté de 1,730 milliard en 2019 à 625 millions d'euros en 2020. La direction annonce qu'elle prévoit un retour à la normale pour l'année 2022.
En juin 2023, Michelin annonce l'acquisition pour 700 millions d'euros de Flex Composite, entreprise spécialisée dans les matériaux composites.
En février 2024, Michelin annonce de très bons résultats financiers 2023 avec un bénéfice net de 2 milliards d'euros. La moitié de ce bénéfice sera reversée aux actionnaires sous forme de dividendes en 2024, atteignant un niveau record de 1,35 € par action,.
En novembre 2024, Michelin annonce la fermeture des sites de Cholet et Vannes, qui emploient 1 254 salariés. Depuis 7 ans, les effectifs de Michelin en France ont été réduits de 30 %, les salariés français ne représentent plus que 14 % du personnel au niveau mondial,.

## Activités

### Pneumatiques et autres activités

Pays dans lesquels Michelin possède des sites de production.

L'activité mondiale, en 2015 (% en ventes nettes) est de :
- Vente et distribution de pneumatiques (86 %) avec :
  - Pneus de voitures de tourisme, de sport et camionnettes (57 %).
  - Pneus poids-lourds (29 %).
- Autres pneumatiques et l'activité de Michelin Travel Partner : guide gastronomique, cartes géographiques (ViaMichelin) (14 %)
  - Pneus pour deux roues (vélos, mobylettes, scooters, motos).
  - Pneus pour matériels de génie civil, engins agricoles, avions, engins spatiaux.
  - Produits et services d'aide à la mobilité[82].

L'entreprise assure aussi la distribution de pneumatiques par ses réseaux Euromaster en Europe, Tire plus en Asie, et TCI aux États-Unis.
Michelin détient aussi des records de production des plus gros pneumatiques du monde. Au début des années 1970, Michelin met au point un pneu géant pour l’équipement des Dumper Caterpillar, le 50,5R51 de près de 4 m de diamètre et pesant 4 tonnes. En 2002, elle commence à tester, en situation réelle, le 59/80R63, qui équipe les tombereaux géants Caterpillar 797B d'excavation minière en Australie. Pesant cinq tonnes, gonflé à 6,5 bars de pression, il mesure quatre mètres de diamètre pour 1,48 m de largeur. Plus récemment, en octobre 2013, la firme sort le plus gros pneu agricole au monde, mesurant 2,32 mètres de hauteur pour 900 mm de largeur : l'AxioBib IF 900.
Goodrich, filiale de Michelin, est présent sur les marchés de seconde monte, et même de première monte pour les Sport utility vehicle (SUV) et autres Véhicules tout-terrain (4×4). Les pneus sont classés dans les produits de seconde ligne, c'est-à-dire juste en dessous des produits des six grandes marques en termes de prix. BFGoodrich est par ailleurs troisième du marché du pneu aux États-Unis et quatrième du marché du pneu 4×4 en Europe, le pneu 4×4 étant considéré comme la spécialité de cette marque.
En 2015, Michelin enregistre une production de 166 millions de pneus et l'édition de près de 16,5 millions de cartes et guides. La répartition géographique du chiffre d'affaires est la suivante : Europe (39,6 %), Amérique du Nord (36,1 %) et autres régions (24,9 %). À la fin de l'année 2015, le groupe dispose de 68 sites de production dans 17 pays du monde.

#### Sites de production[85]
1. France/Cholet (49) : usine de production de pneumatiques de véhicules utilitaires et de tourisme, créée en 1970 L'entreprise annonce fin 2024 la fermeture de l'usine.
2. France/Vannes (56) : usine de fabrication des renforts métalliques (assemblages, câbles, tringles et fils tringles) utilisés dans les pneumatiques. 85 % sont destinées aux pneumatiques poids lourds[86]. L'entreprise annonce fin 2024 la fermeture de l'usine.
3. Liste à poursuivre

### Activités abandonnées

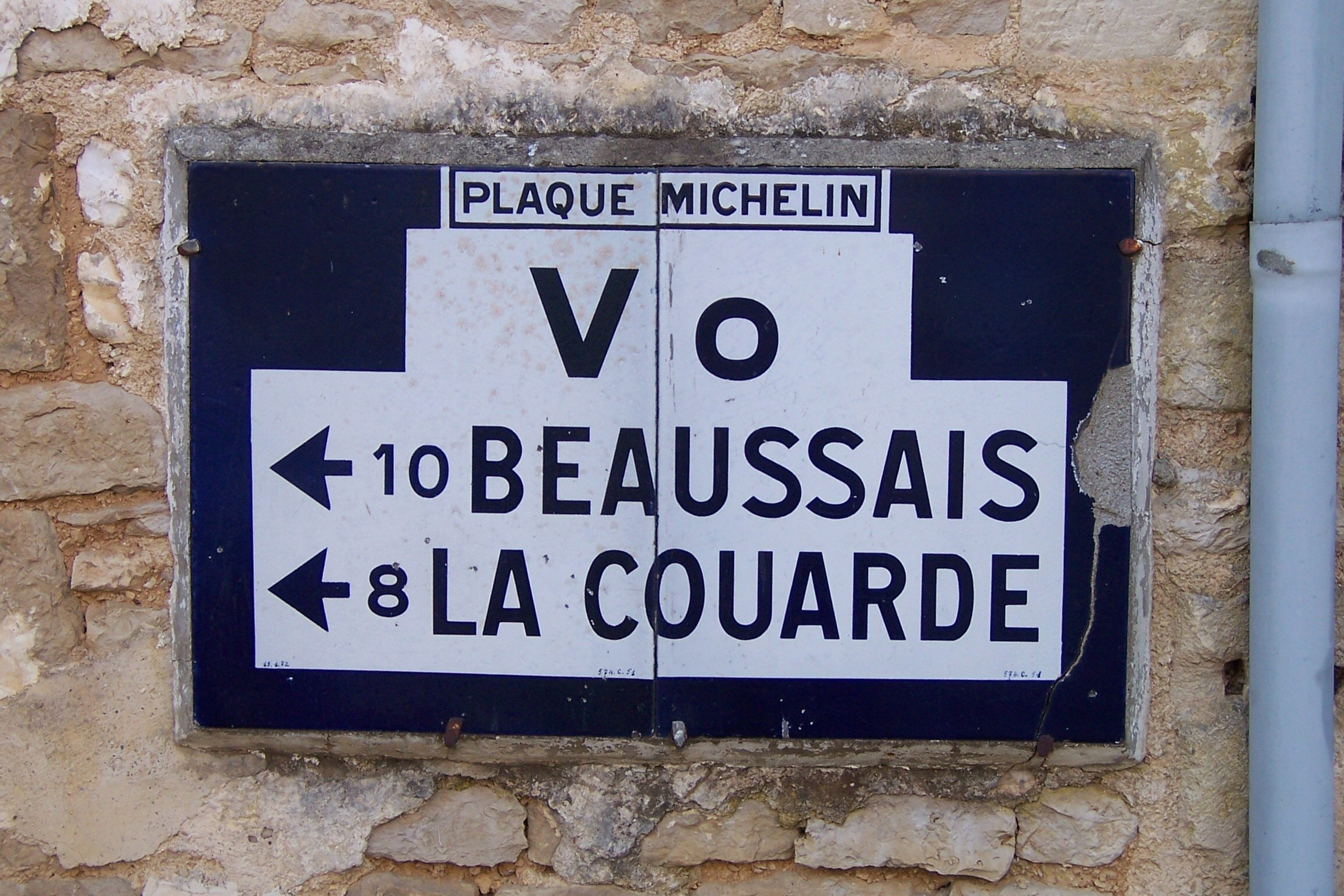
Plaque Michelin dans les Deux-Sèvres (France).

Au milieu du XIXe siècle, apparaît la maîtrise du caoutchouc, notamment par la vulcanisation. C'est ce procédé qui permet à Michelin de déposer, en 1930, un brevet pour un pneu avec chambre à air incorporée, éliminant ainsi le besoin d'une chambre à air.
Au cours des années 1930, dans le domaine ferroviaire, Michelin produit des autorails sur pneumatiques, connus sous le nom de micheline. Depuis ce nom a été repris - par antonomase - pour les autorails qui circulent en France.
Au bord des routes françaises, on trouve encore des panneaux Michelin en lave émaillée sur un support en béton armé, produits entre 1910 et 1971.

## Condition de travail
À la production, le travail en horaires décalés est généralisé depuis plusieurs décennies. Depuis le passage aux 35 heures, nombreux sont les employés attelés à la production travaillant en 3 x 8 - 5 équipes, c'est-à-dire en horaires décalés, 3 × 8 h en semaine et 2 × 12 h les week-ends.
Sur la période 1980-2000, seuls 18 accords sont signés entre Michelin et les syndicats. À partir de l’an 2000, Édouard Michelin fait prendre un tournant à l’entreprise dans sa pratique du dialogue social, ainsi 57 accords sont signés entre 2001 et 2010, et 71 entre 2011 et 2015.
Lors de sa prise de fonction en 2012, Jean-Dominique Senard poursuit cette politique en déclarant « dans nos métiers, nous devons anticiper et cela passe par des échanges très en amont et moins formels avec les syndicats… ».
Le 26 mars 2014, Michelin signe son premier accord transnational : un accord-cadre européen de responsabilité sociale et de développement.
En 2015, deux accords signés par le groupe en accord avec le syndicat SUD ouvrent la voie à une refonte de l'organisation du travail. Sur les sites de Roanne et de la Roche-sur-Yon (deux des six usines françaises), les manufacturiers ont signé un accord de « réactivité » et un autre de « compétitivité ». En contrepartie d'une réorganisation du temps de travail, l'avenir des deux sites est assuré avec des investissements du groupe de 80 et 60 millions respectivement dans les sites. Le site de Roanne passe ainsi des 4 × 8 aux 5 × 8 tandis que celui de la Roche passe des 3 × 8 aux 4 × 8. En permettant aux machines de fonctionner six jours sur sept, la productivité augmente et une meilleure réactivité aux demandes clients est permise. En contrepartie, les salariés ont gagné dix-sept jours de repos et jusqu'à deux mois de salaires en plus. Ces deux accords sont signés à la suite des concertations avec les salariés et les syndicats. Une démarche similaire est engagée fin 2015 sur le site de Vannes avec la création de plusieurs groupes de travail pour réfléchir en ce sens.

## Recherche & développement
En 2015, le secteur recherche et développement de Michelin dispose de 3,25 % du chiffre d'affaires du groupe et emploie 6 600 personnes dans le monde. Le budget R&D est de 689 millions d'euros. Par exemple, en décembre 2013, Michelin s'associe avec le sucrier Tereos pour développer des pneumatiques issus de végétaux. Les centres situés en France, Espagne, Caroline du Sud (États-Unis), Japon et Chine étudient des problèmes fondamentaux (phénomènes physique, chimique et mécanique qui influencent le comportement du pneu) et sont chargés de la conception des prototypes. Michelin entretient des partenariats importants avec le monde académique notamment à travers les chaires industrielles Mécanique numérique avec l'université Laval, Architecture des systèmes d'information avec l'École centrale Paris et Sciences des matériaux avec l'École supérieure de physique et de chimie industrielles de la ville de Paris (ESPCI Paris).
Michelin dispose aussi, depuis 1924, de son propre établissement de formation : l'école d'enseignement technique Michelin, basée à Clermont-Ferrand.
En 2004, l'entreprise présente le Tweel, un concept révolutionnaire de roue sans air et inexplosable car increvable. Cette roue est destinée à l'équipement de véhicules industriels et militaires.
En octobre 2015, Michelin lance Michelin Tire Care, sa première offre de services numériques à destination des transporteurs. L'offre comprend plusieurs services dont la collecte de données multi-supports et gestion des flottes de camions (traçabilité du pneu, diagnostic de son état, carnet d’entretien numérique de poche, etc).
Un nouveau pneu sans air est développé par Michelin en partenariat avec General Motors. Dénommé Uptis, il est présenté en juin 2019. Increvable, il est en plus connecté, imprimable en 3D, et durable par les matériaux qui le composent. Il pourrait être commercialisé en 2024.
En 2019, la branche Michelin Lifestyle Limited développe pour le fabricant de vélos électriques Wayscral un système de moteur amovible ultra-léger, le système Wayscral Hybrid Powered by Michelin. Celui-ci fonctionne à l'aide d'un pneu unique destiné à ce modèle, développé par Michelin lui aussi.
En novembre 2020, la marque annonce le lancement de son dernier pneu, e.Primacy, décrit comme plus respectueux de l'environnement, notamment grâce à une résistance au roulement améliorée permettant des économies de carburant et une plus grande durée de vie,.

## Informations économiques

### Filiales et coentreprises
Michelin est actionnaire de Symbio, fabricant de systèmes de production d'énergie électrique et de piles à combustible à hydrogène, qu'il installe dans les véhicules à équiper.

### Participations cotées
- SIPH Société Internationale de plantations d'hévéas[105] 33,6 %
- Société Africaine de plantation d'hévéas[106] 14,8 %
- Gajah Tunggal Tbk PT (GJTL)[107] 10 %

### Données financières
| En millions d'euros     | 2008   | 2009   | 2010   | 2011   | 2012   | 2013   | 2014   | 2015   | 2016   | 2017   | 2018   | 2019   |
| ----------------------- | ------ | ------ | ------ | ------ | ------ | ------ | ------ | ------ | ------ | ------ | ------ | ------ |
| Ventes nettes           | 16 408 | 14 807 | 17 891 | 20 719 | 21 474 | 20 247 | 19 553 | 21 199 | 20 907 | 21960  | 22028  | 24135  |
| Résultat d'exploitation | 843    | 862    | 1 695  | 1 945  | 2 423  | 2 234  | 2 170  | 2 577  | 2 692  | 2742   | 2775   | 3009   |
| Marge opérationnelle    | 5,1 %  | 3,0 %  | 9,5 %  | 9,4 %  | 9,3 %  | 10,2 % | 11,1 % | 12,2 % | 12,9 % | 12,5 % | 12,6 % | 12,5 % |
| Résultat net            | 357    | 104    | 1 049  | 1 462  | 1 571  | 1 127  | 1 031  | 1 163  | 1 667  | 1693   | 1660   | 1730   |
| Capitaux propres        | 5 113  | 5 495  | 8 127  | 8 101  | 8 501  | 9 256  | 9 523  | 9 542  | 10 646 | 11261  | 12181  | 13229  |
| Endettement net         | 4 273  | 2 931  | 1 629  | 1 814  | 1 053  | 142    | 707    | 1 008  | 944    | 716    | 4056   | 5184   |
| Flux de trésorerie      | −359   | 1 507  | 426    | −19    | 1 075  | 1 154  | 322    | 653    | 653    |        |        |        |

L’entreprise a bénéficié de 65 millions d'euros du Crédit d'impôt compétitivité entre 2013 et 2019. Celui-ci a servi à acheter des machines parties en Europe de l'Est et en Espagne.

### Données boursières
| Années                                         | 2009        | 2010        | 2011        | 2012        | 2013        | 2014        | 2015        |
| ---------------------------------------------- | ----------- | ----------- | ----------- | ----------- | ----------- | ----------- | ----------- |
| Nombre moyen de titres composant le capital    | 146 184 080 | 153 672 558 | 178 446 812 | 181 099 501 | 184 901 269 | 185 954 390 | 185 960 394 |
| Capitalisation boursière en milliards d'euros  | 7,9         | 9,48        | 8,22        | 13,07       | 14,35       | 13,98       | 15,98       |
| Moyenne des échanges quotidiens sur la période | 1 138 691   | 1 116 722   | 1 246 389   | 913 167     | 719 464     | 662 063     | 719 709     |

## Direction de l'entreprise
Compte tenu du statut du groupe en commandite par action, il n'y a pas de PDG mais un ou plusieurs gérants. Le gérant est assisté par un Comité exécutif du groupe.
Les gérants de Michelin sont nommés en Assemblée générale. Lorsqu'ils sont commandités, ils sont responsables sur leur patrimoine personnel des dettes de la société. Depuis 2011, le mandat de tout nouveau gérant, commandité ou non est limité à quatre ans, renouvelable et révocable. À titre d'exemple, Jean-Dominique Sénard, nommé associé commandité gérant par l'assemblée générale du 11 mai 2012 a été renouvelé dans ses fonctions en octobre 2014 pour quatre ans à l'initiative de la SAGES avec l'accord du Conseil de surveillance. Son mandat court jusqu'à l'assemblée générale ordinaire appelée à statuer sur les comptes de l'exercice 2018.

### Gérants
- Édouard Michelin : 1889-1940
- Robert Puiseux : 1940-1959 (cogérant depuis 1937)
- François Michelin : 1959-1999 (cogérant depuis 1955)
- Édouard Michelin (cogérant depuis 1991, nommé en 1999, décédé en 2006)
- Michel Rollier : 2006-2012
- Jean-Dominique Senard : 2012-2019
- Florent Menegaux : depuis 2019

| Portrait                                                              | Identité                           | Période     | Période  | Durée                     |
| Portrait                                                              | Identité                           | Début       | Fin      | Durée                     |
| --------------------------------------------------------------------- | ---------------------------------- | ----------- | -------- | ------------------------- |
| Édouard Michelin                                                      | Édouard Michelin (1859 - 1940)     | 1889        | 1940     | 51 ans                    |
| Pas de portrait sous licence libre disponible pour Robert Puiseux.    | Robert Puiseux (1892 - 1991)       | 1940        | 1959     | 19 ans                    |
| Pas de portrait sous licence libre disponible pour François Michelin. | François Michelin (1926 - 2015)    | 1959        | 1999     | 40 ans                    |
| Pas de portrait sous licence libre disponible pour Édouard Michelin.  | Édouard Michelin (1963 - 2006)     | 1999        | 2006     | 7 ans                     |
| Pas de portrait sous licence libre disponible pour Michel Rollier.    | Michel Rollier (né en 1944)        | 2006        | 2012     | 6 ans                     |
| Jean-Dominique Senard en 2015.                                        | Jean-Dominique Senard (né en 1953) | 2012        | 2019     | 7 ans                     |
| Florent Menegaux                                                      | Florent Menegaux (né en 1962)      | 17 mai 2019 | En cours | 6 ans, 2 mois et 17 jours |

### Cogérants
- Étienne Michelin : 1928-1932
- Pierre Michelin : 1933-1937
- Pierre Boulanger : 1938 à 1950, également président de Citroën
- Émile Durin : 1951 à 1962
- François Rollier : 1966 à 1991
- René Zingraff : 1986 à 2006
- Didier Miraton : 2007 à 2011 (gérant non commandité, directeur de la recherche et de la performance industrielle)
- Yves Chapot : gérant non commandité depuis 2019

## Michelin et Clermont-Ferrand

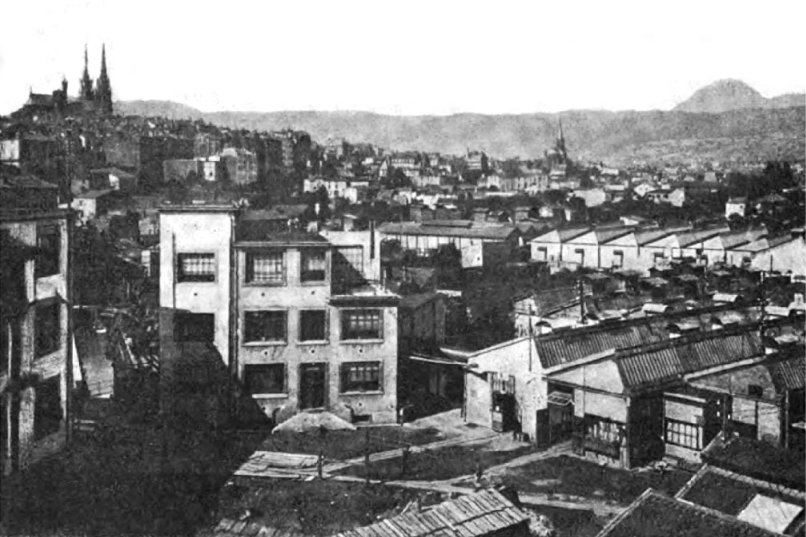
L'usine Michelin en 1906.

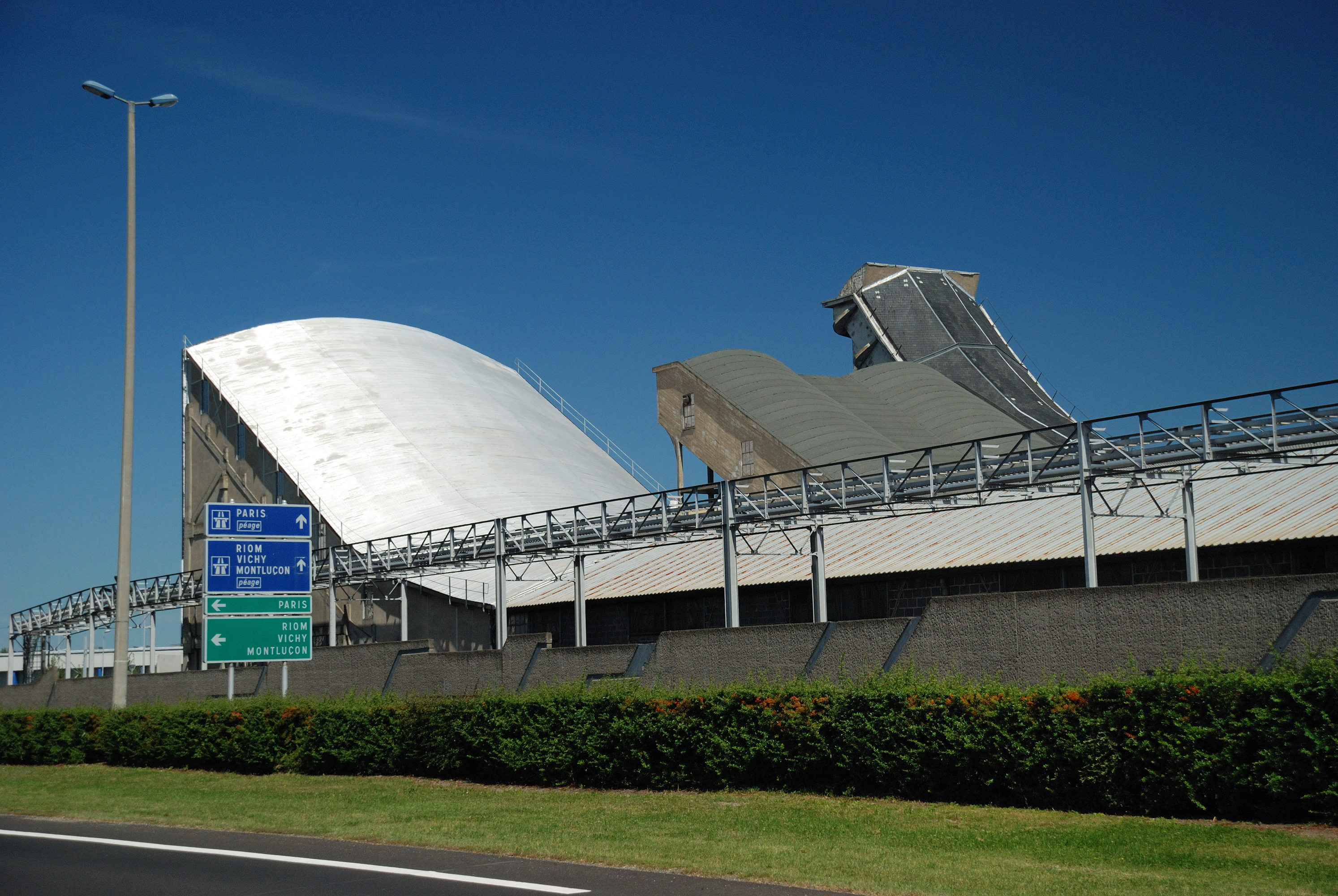
Les pistes Michelin.

La ville de Clermont-Ferrand et ses environs ont été fortement marqués par les activités industrielles de Michelin depuis que la société existe. L'entreprise a également été très influente dans l'évolution urbaine et culturelle de la ville. L'entreprise y a employé jusqu'à 30 000 personnes dans les années 1970. En janvier 2011, elle employait 12 000 salariés environ.
Les cités Michelin construites pour héberger les ouvriers ont été restaurées et sont caractéristiques de certains quartiers clermontois. De même, les anciennes rampes d'essai des pneumatiques (appelées pistes « va-et-vient ») sont toujours visibles bien qu'elles ne soient plus utilisées.
Les noms de rues et de monuments témoignent également de l'importance de la manufacture : ainsi, le temple du rugby clermontois est le stade Marcel-Michelin. Les automobilistes en provenance de l'est de l'agglomération peuvent se diriger vers le centre-ville via l'avenue Édouard-Michelin. Les funérailles d'Édouard Michelin en 2006 ont rassemblé près de 9 000 personnes autour de la cathédrale.
Bien que moins importante aujourd'hui, l'influence de Michelin se fait toujours sentir. Ainsi, Clermont-Ferrand est la première ville à avoir adopté un tramway sur pneumatiques, et c'est une ancienne coopérative Michelin qui a été réaménagée pour la construction d'une grande salle de musiques actuelles clermontoise : La Coopérative de mai.
Le tournage de scènes du film
L'Établi
de Mathias Gokalp sorti en 2023 a eu lieu dans une ancienne usine Michelin de Cataroux à Clermont-Ferrand où a été reconstituée une usine des années 1960. Elle représente l'usine Citroën où sont montées les 2 CV, de la porte de Choisy à Paris à l'origine usine Panhard
C'est l'une des rares grandes entreprises françaises, avec Auchan, Crédit lyonnais, le Groupe Casino, Lactalis et Legrand, à ne pas avoir son siège social en région Île-de-France. La présence du siège de Michelin à Clermont-Ferrand fait ainsi de cette dernière l'une des deux seules villes françaises hors région parisienne, avec Limoges (où se trouve le siège de Legrand), à abriter le siège d'une entreprise du CAC 40.

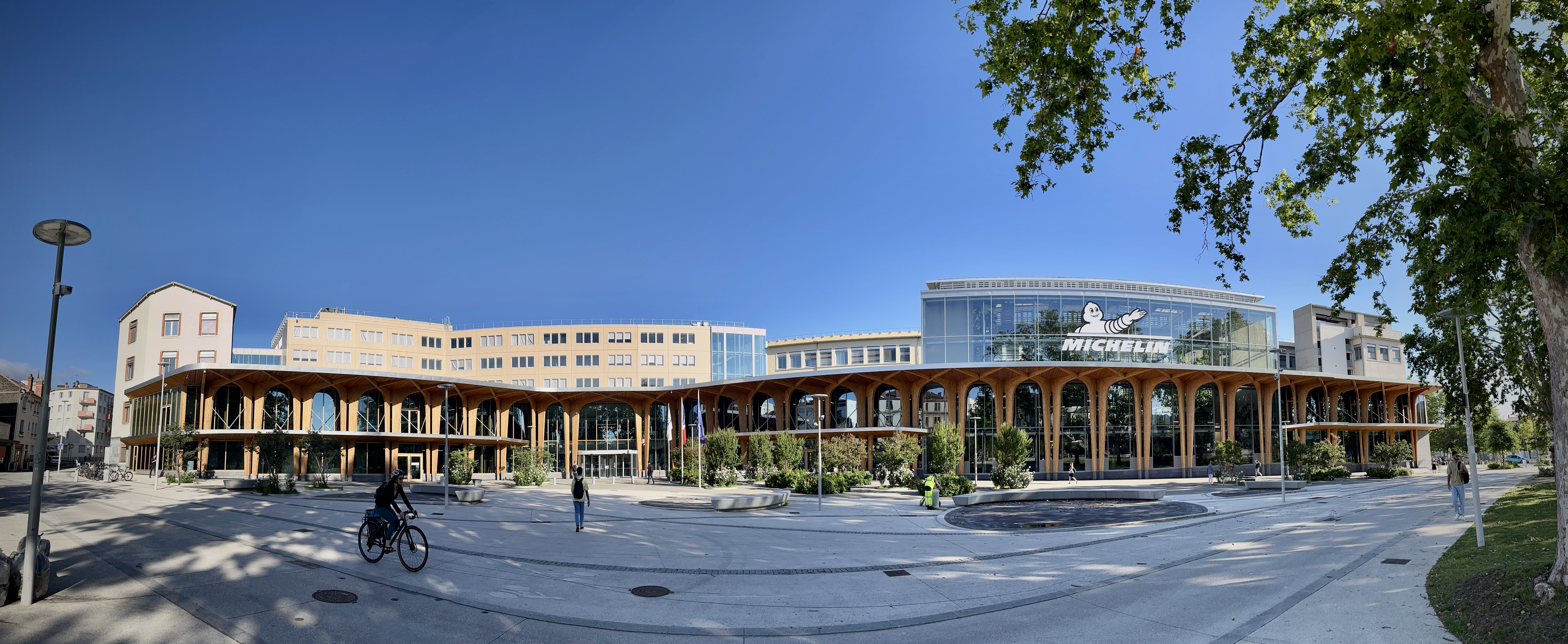
Siège de Michelin à Clermont-Ferrand en 2024.

## Michelin et l'aviation
En développant dès 1908 un mécénat à travers le prix Michelin d'aviation et les coupes Michelin, les frères Michelin ont contribué au développement de l'aéronautique alors naissante.
Le prix Michelin d'aviation offre 100 000 francs au premier aviateur réalisant un vol Paris/sommet du Puy de Dôme en moins de six heures. Les frères Michelin créent ce prix le 6 mars 1908, au moment où le record de durée de vol établi par Henri Farman n'est que de 1 minute 28 secondes, ce qui explique l'accueil railleur de la presse à l'annonce de la création du prix Michelin d'aviation, L'Aurore titrant par exemple « Paris-Clermont en avion, la bonne blague ! ». Il est remporté trois ans plus tard par Eugène Renaux.
Trophée annuel, la coupe Michelin récompense l'aviateur qui aura parcouru la plus grande distance sans contact avec le sol, d'abord d'une traite puis avec escales autorisées à partir de 1911. À partir de 1914, il s'agira d'effectuer le plus rapidement possible un circuit de 3 000 km.
Le 22 août 1911, André et Édouard Michelin créent les prix de l’aéro-cible Michelin, afin de favoriser le développement de l'aéroplane dans l'usage militaire.
Michelin construisait en 1916 à Aulnat (Aéroport de Clermont-Ferrand-Auvergne) la première piste en dur au monde et construisait également sous licence les avions Breguet (Breguet-Michelin) pour l'armée française (période Première Guerre mondiale).
Au début de 2021, Michelin renouvelle son partenariat avec Air France-KLM pour dix ans. L'accord prévoit l'équipement de tous les avions de la flotte d'Air France, à l'exception des Boeing 787, avec des pneus fabriqués en France.
Le manufacturier Michelin possède sa propre compagnie aérienne Michelin Air Services, réservée au personnel du groupe, qui assure des vols à destinations des sites d'industriel Michelin au départ du terminal Affaires de l'aéroport de Clermont-Ferrand-Auvergne. La flotte de la compagnie est composée de trois jets type Falcon 2000 de 8-10 places avec un rayon d'action de plus de 7 000 kilomètres.

## Michelin et le sport

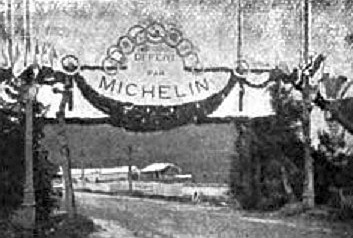
La passerelle Michelin - Coupe Gordon Bennett et éliminatoires françaises, 1905 (circuit d'Auvergne, dit « Michelin »).

L'entrée de la société dans le monde du sport remonte à 1891 avec la course cycliste Paris-Brest-Paris sur 1 200 km. Charles Terront, qui concourait avec le pneu démontable Michelin, remporta l'épreuve en 71 heures et 18 min de course avec 9 heures d’avance sur le second,. Michelin est aussi très liée à l'ASM Clermont Auvergne, club de rugby à XV créé par Marcel Michelin, qui évolue au stade Marcel-Michelin et est sponsorisé par l'entreprise. Enfin, Michelin est engagé dans de nombreux championnats et de nombreuses disciplines de sport automobile et de sport motocycliste.

### Formule 1

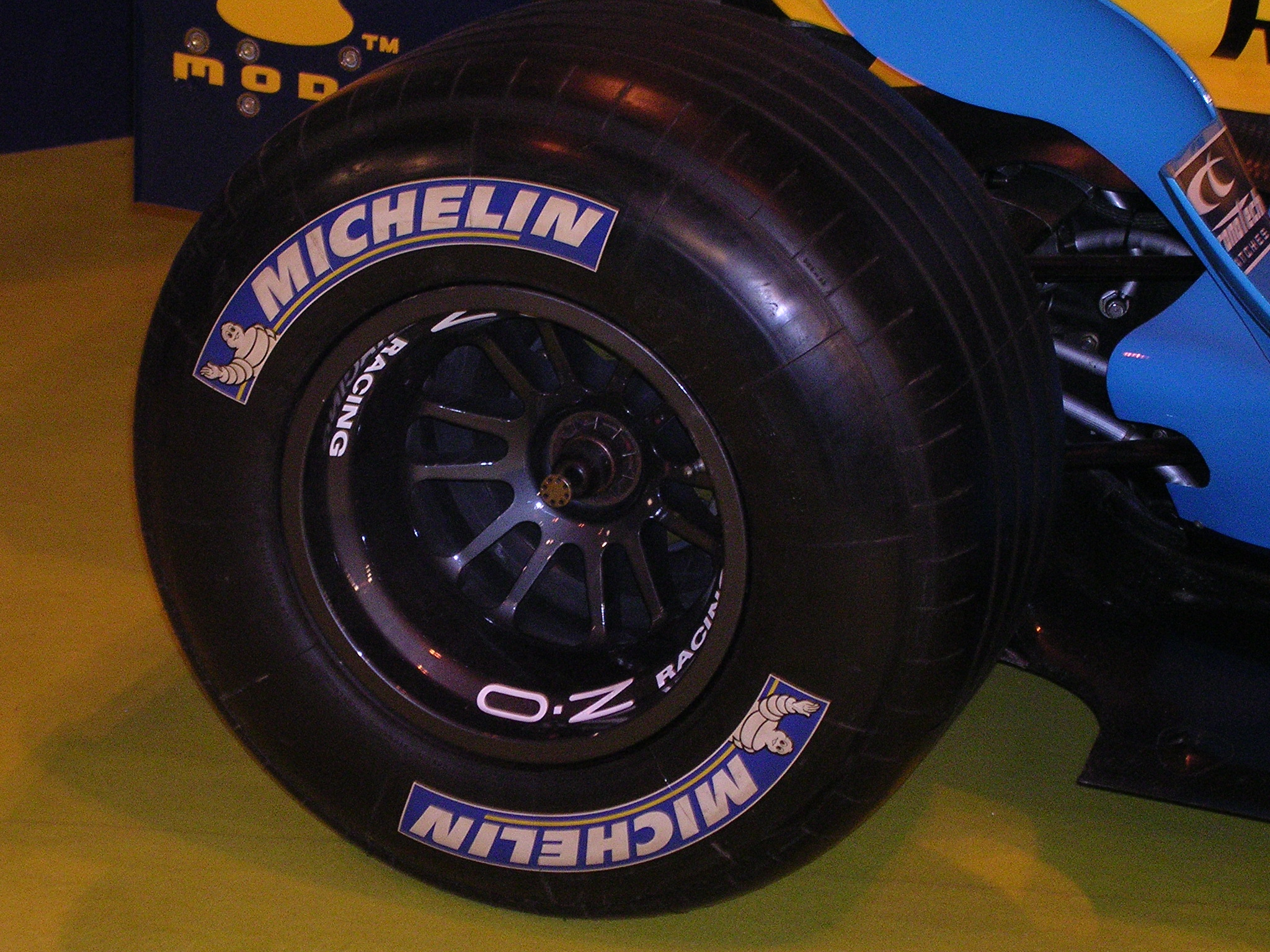
Pneu de Formule 1.

L'entrée de Michelin en Formule 1 coïncide avec la première participation de Renault au Grand Prix automobile de Grande-Bretagne 1977. Lors de cette première période qui s'achèvera en 1984, le manufacturier va participer à la conquête de deux titres constructeurs (1979, 1984) et trois titres pilotes (1979, 1983, 1984).
En 2001, Michelin annonce son retour en Formule 1, qui durera six saisons avec en apogée les deux titres mondiaux conquis par Renault et le pilote espagnol Fernando Alonso en 2005 et 2006. Fin 2006, le fabricant français quitte la catégorie, à la suite du vote du choix du manufacturier unique par la FIA.
Au total, Michelin a disputé 215 Grands Prix et peut être associé aux 111 pole positions et 102 victoires de ses partenaires. Jody Scheckter en 1979, Nelson Piquet en 1983, Niki Lauda en 1984 et Fernando Alonso en 2005 et 2006 sont devenus champions du monde au volant de monoplaces équipées de pneumatiques Michelin. Scuderia Ferrari en 1979, McLaren Racing en 1984 et Renault F1 Team en 2005 et 2006 ont remporté leurs titres de champion du monde des constructeurs en engageant des monoplaces équipées de pneumatiques Michelin.

### 24 Heures du Mans

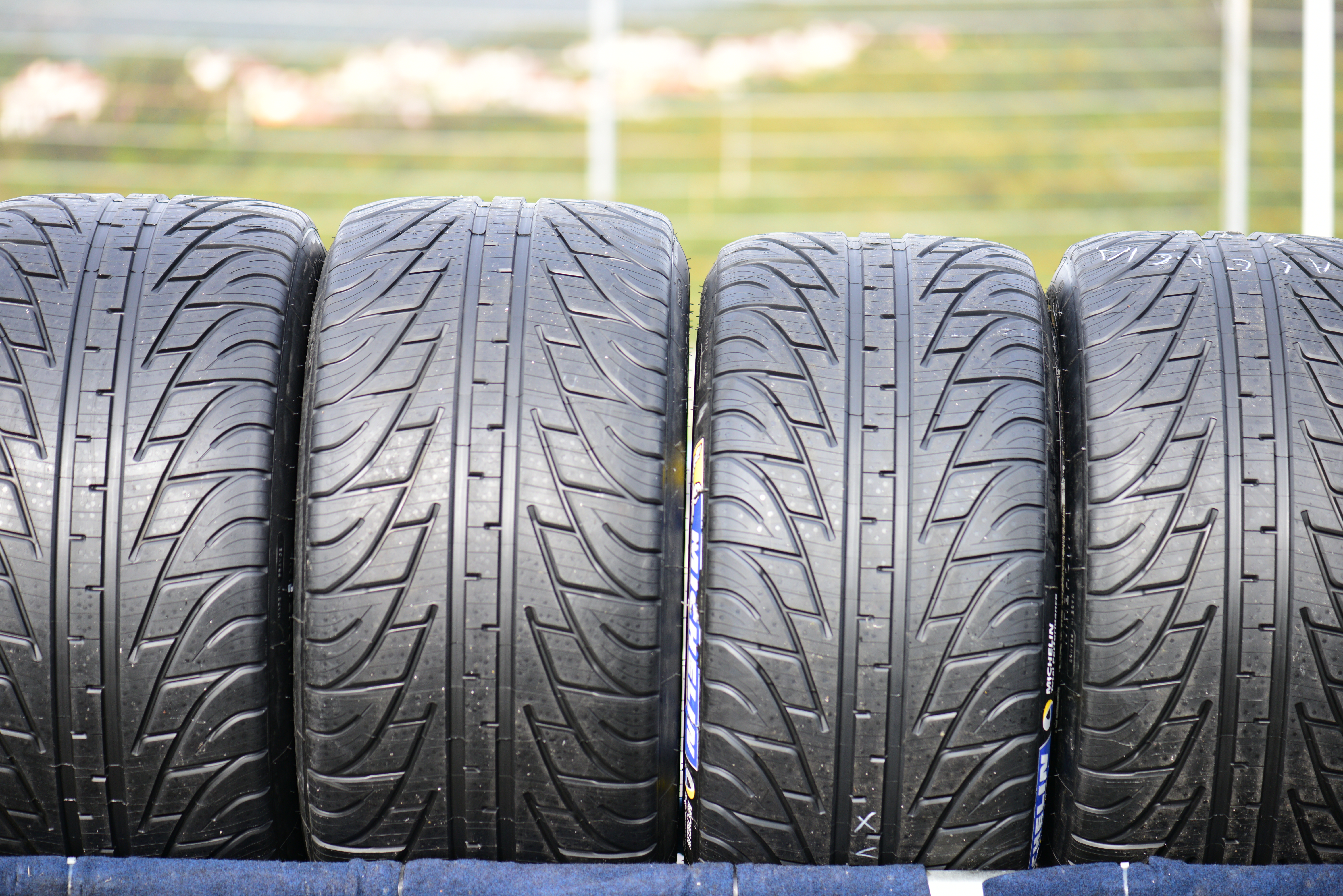
Pneumatiques Michelin destinés à l’ELMS.

Michelin et l'endurance ont une histoire commune ancienne notamment avec les 24 Heures du Mans. En effet, la première victoire du manufacturier est acquise avec Chenard et Walcker Sport lors de la première édition en 1923.
Au total, Michelin a remporté 25 victoires dont vingt d'affilée depuis les 24 Heures du Mans 1998. Cela s'explique par le fait que les concurrents de la catégorie reine aux 24 Heures du Mans, à savoir le LMP1, sont chaussés en majorité de pneumatiques Michelin. Pour les édition 2018 et édition 2019, tous les prototypes LMP1 roulaient équipés de Michelin.
Les nouvelles catégories qui remplacent le LMP1, à savoir Le Mans Hypercar (à partir de 2021) et Le Mans Daytona h (à partir de 2023), sont entièrement équipées par Michelin.

### Rallye

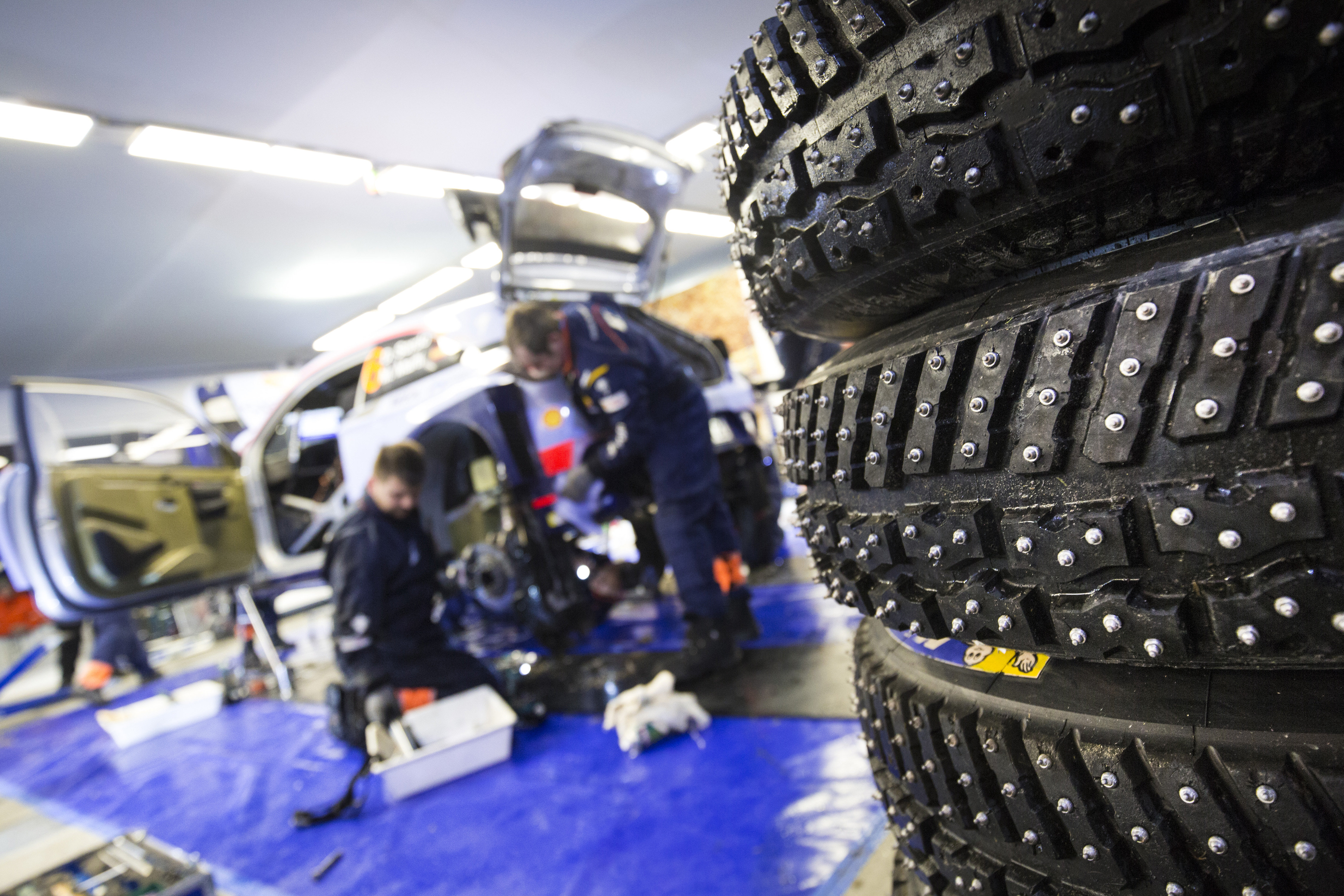
Pneumatiques cloutés utilisés lors du rallye de Suède.

L'un des engagements majeurs de Michelin en rallye concerne le championnat du monde des rallyes (WRC). En effet, depuis la création du championnat du monde des marques en 1973, Michelin totalise vingt-et-un titres pilotes et vingt-trois titres constructeurs, soit quarante-quatre titres mondiaux,. La présence du manufacturier est forte dans le championnat puisque pour la saison 2019, la totalité des engagés WRC à l'année utilisent des pneus Michelin. La marque était aussi présente entre 2007 et 2012 en Intercontinental Rally Challenge via sa filiale BFGoodrich.
En ce qui concerne le Rallye Dakar, Michelin totalise seize victoires en auto, trente victoires en moto et trente victoires en camion.

### Sport motocycliste
Michelin s'investit également en sport motocycliste. Le manufacturier équipe notamment le championnat majeur de la vitesse moto, le MotoGP, où la marque totalise 360 victoires de 1973 à 2008, année où elle se retire. Michelin a ainsi remporté vingt-six titres de champion du monde.
Ce total augmente rapidement quand Michelin fait son retour dans le championnat en 2016 et ce en tant que manufacturier unique, engrangeant ainsi une suite de succès. Cette dernière est amenée à durer car le manufacturier est fournisseur unique jusqu'en 2025.
En ce qui concerne le championnat du monde d'endurance moto, Michelin a remporté quatorze titres de champion du monde, treize victoires au Bol d'or, treize victoires au 24 Heures Motos et seize victoires aux 8 Heures de Suzuka.
Autre projet
Le 1000tipla by Michelin, il collabore avec les propriétaires de la chaine YouTube Vilebrequin et fournit les pneus pour leur Fiat Multipla de 1000 chevaux

## Communication
En 2023, Michelin est selon le baromètre Posternak Ifop l'entreprise qui bénéficie de la meilleure image auprès des Français.

### Michelin Challenge Bibendum
Le Michelin Challenge Bibendum est un évènement itinérant depuis 1998. Il réunit les parties prenantes du transport : constructeurs automobiles et poids lourds, universitaires, équipementiers, politiques, ONG et acteurs de l’énergie, etc.. Le but est de comprendre les enjeux du transport (climat, géographie, population, urbanisation etc.) et de réfléchir aux possibilités, notamment en termes d’innovation pour une mobilité durable (consommation d’énergie, véhicules électriques, sécurité routière). Les discussions portent en même temps sur le transport des personnes mais également sur le transport de fret. Cette initiative se place dans la lignée du marketing de Michelin : contribuer au progrès de la mobilité par l'innovation ainsi que par la qualité des produits et des services (résistance au roulement et consommation d'essence, distance de freinage etc.), d'où le slogan « une meilleure façon d'avancer ».

### Activité de lobbying

#### En France
Michelin est inscrit comme représentant d'intérêts auprès de la Haute Autorité pour la transparence de la vie publique. L'entreprise déclare à ce titre qu'en 2018, les coûts annuels liés aux activités directes de représentation d'intérêts sont inférieurs à 200 000 euros.

#### Auprès des institutions de l'Union européenne
Michelin est inscrit depuis 2008 au registre de transparence des représentants d'intérêts auprès de la Commission européenne. Il déclare en 2015 pour cette activité 3 collaborateurs à temps plein et des dépenses d'un montant compris entre 800 000 et 900 000 euros.

#### Auprès des institutions américaines
Michelin déclare pour l'année 2017 avoir exercé des activités de lobbying aux États-Unis pour un montant de 853 000 euros.

## Controverses
Michelin est parfois critiquée au sujet des conditions de travail de ses salariés, ainsi que pour certaines pratiques de discrimination syndicale,,.

### Non-respect des normes européennes
Le 21 mai 2019, la fédération allemande pour l'environnement et la protection de la nature (Bund) révèle en utilisant les données fournies par l'agence fédérale de l'environnement allemande comme par l'Agence européenne des produits chimiques que 654 entreprises opérant en Europe ne respectent pas, entre 2014 et 2019, le protocole européen d'enregistrement, évaluation et autorisation des produits chimiques, censé protéger la santé et l'environnement des Européens. Ces entreprises, dont Michelin, emploient massivement des substances de synthèse interdites et potentiellement dangereuses,,.

### Fermetures d'usines en France
L'entreprise propose en 2009 de mettre en place un accompagnement innovant à la suite de la fermeture de son site Kleber de Toul : les ateliers de transition professionnelle : un accompagnement personnalisé pour les salariés leur permettant de retrouver un emploi. Quatre ans après la fermeture, la réindustrialisation promise est incomplète, seuls 710 emplois sont actés en compensation des 826 perdus.
En novembre 2015, Michelin annonce la fermeture de 3 usines en Europe à l'horizon 2018. Au même titre que pour nombre de grandes entreprises européennes, les raisons sont liées à la concurrence asiatique, dont la vente de pneus est en forte croissance, ce qui rend les exportations plus difficiles pour les entreprises françaises. Michelin explique également ces fermetures par la diminution du marché du pneu poids lourd depuis 2007.
En octobre 2019, Michelin confirme son intention de fermer d'ici la fin de l'année 2020 l'usine de La Roche-sur-Yon en Vendée qui produit des pneumatiques pour poids-lourds. Cette fermeture pourrait même être anticipée d'après ce que laisse transparaître une déclaration un peu incertaine de la direction qui conduit à un mouvement de grève au sein de l'usine. La direction du groupe certifie qu'après la fermeture de l'usine de La Roche-sur-Yon, il n'y aurait aucune nouvelle fermeture en France au cours des trois ou cinq prochaines années. Début décembre 2019, la direction de Michelin affirme qu'il faut s'attendre à ce que l'usine s'arrête finalement avant fin 2020,.
En janvier 2021, Michelin annonce la suppression de 2 300 emplois en France. La multinationale a pourtant bénéficié de 65 millions d'euros de CICE de 2013 a 2020 et de 12 millions d’euros d’argent public pour payer le chômage partiel d’une partie de ses salariés en 2020.
En octobre 2024, Michelin annonce la fermeture des sites de Cholet et de Vannes, induisant la suppression de 1 250 emplois,.
Le groupe Michelin a recours à des réductions régulières d'effectifs en France, de 53 000 salariés au début des années 1980 ils ne sont plus que 19 000 salariés dont 9 000 emplois industriels en 2024.

### Conditions de travail
En décembre 2008, un employé de Michelin Cholet aurait qualifié sur son blog Michelin d'exploitateur [réf. nécessaire]. Il est licencié par le groupe pour atteinte à l'image[réf. nécessaire]. À la suite notamment de l'intervention de la CGT, l'affaire est portée devant le Conseil de Prud'hommes d'Angers qui donnera raison à l'employé quelques mois plus tard.
Le 9 janvier 2009, à la suite du rejet de son pourvoi en cassation, le groupe Michelin est condamné à payer « plus de 163 000 euros de dommages et intérêts à la veuve d'une victime de l'amiante ».
Le 7 août 2009, les membres de la CGT Michelin de Cholet dénoncent la dégradation de leurs conditions de travail dans l'entreprise à travers un article publié dans Ouest-France sous le titre : Michelin, ils dénoncent la pression au travail. Cette prise de position du syndicat fait suite à de nombreux incidents ayant eu lieu dans l'entreprise au cours des deux années précédentes (suicide, accidents, amputations, pressions…).

### Discrimination syndicale
Le 15 juin 2006, la cour d'appel de Rennes condamne le groupe Michelin à payer 185 000 euros de dommages et intérêts à trois anciens délégués CGT de l'usine de Cholet. Le verdict mentionne notamment le cas de Robert Cerisier (ajusteur-monteur), à qui on bloqua sa carrière au même indice durant 35 ans : il avait « le plus faible taux de rémunération des salariés ayant une ancienneté comparable » (1 230 euros net en janvier 2006).

### Usine en Inde
Michelin a commencé à vendre des pneus en Inde en 1999. Se rendant compte du potentiel que représente ce marché, le Groupe décide en 2008 de construire une usine destinée à produire des pneumatiques poids lourds à Kandigai, village du district de Tiruvallur, dans l'État indien du Tamil Nadu. La production de l’usine a débuté en 2013 et est destinée au marché local. Cet investissement de plusieurs centaines de millions d’euros a suscité une controverse portant sur les conséquences sociales et environnementale de la construction de l’usine. Une partie du village local , accuse Michelin de destruction de forêts et de pâturages nécessaires à leur survie.
En juillet 2012, ces villageois, accompagnés par des organisations humanitaires saisissent le Point de Contact National (PCN) de l’Organisation de Coopération et de Développement Économique (OCDE) afin de déclencher une enquête visant à analyser le comportement réel du Groupe Michelin. En septembre 2013, les experts du PCN (organisation composée de représentants du gouvernement, des syndicats et des entreprises) concluent que l’implantation du Groupe Michelin en Inde ne viole pas les principes directeurs de l’OCDE. Ils recommandent toutefois à Michelin de renforcer son action d’information et de consultation des populations locales.